# Lombardhitel
A lombardhitel tágabb értelemben olyan rövid lejáratú hitelek összefoglaló neve, amelyek biztosítéka valamilyen forgalomképes ingó dolog. Szűkebb értelemben értékpapír-letéttel vagy forint-, devizabetéttel fedezett kézizáloghitel.
A kölcsön célja az adós átmeneti pénzszükségletének finanszírozása oly módon, hogy a konkrét hitelcélt a felek a hitelszerződésben nem rögzítik. Kétségtelen előnye, hogy – a kölcsön fedezettségéből adódóan – a hitel kamata a lakossági kölcsönök más típusaihoz képest mérsékeltnek mondható. A hitel futamideje a jelenlegi banki gyakorlat szerint nem több mint egy év, és fő szabály szerint rövidebb, mint a fedezetként zárolt értékpapírok vagy betétek lejárata. 
Az egyedi hitelszerződésekben meghatározott, a folyósítható lombardhitel legmagasabb összege, valamint a fedezetként lekötött értékpapírok vagy betétek mindenkori beszámítási értéke közötti arányszámot fedezeti árfolyamnak nevezzük. 
A kölcsön lehívásának időpontjában a befogadáskori fedezeti árfolyam megközelítőleg 130-140%, pontos mértéke bankonként és ügyletenként eltérő lehet. A hitel futamideje alatt a mindenkori fedezeti árfolyam egy előre meghatározott, kb. 125%-os érték közelébe csökken, a hitelező kérheti az óvadék kiegészítését, ennek elmaradása esetén pedig a kölcsön járulékaival együtt lejárttá teheti (figyelmeztető fedezeti árfolyam). A fedezeti árfolyam jelentős, 110%-ot megközelítő csökkenésekor (likvidációs fedezeti árfolyam) a hitelező a lombardhitelből eredő követelését közvetlenül, az értékpapír- és betéti óvadékból kielégítheti-ez az azonnali hatályú felmondással azonos joghatályú.
A fedezetként felajánlott értékpapírokat a bank zárolja, következésképp tulajdonosa csak a hitel visszafizetése után rendelkezhet felettük korlátlanul. A fedezetként elfogadható értékpapírok körét rendszerint a bankok Treasury-je határozza meg, nem ritka, hogy részvények nem fogadhatók el fedezetként. Ez utóbbi magyarázata abban áll, hogy ma a lombardhitelek nem spekulációs értékpapír-vásárlást finanszíroznak, hanem az ügyfél likviditási zavarainak átmeneti finanszírozását.
A kézizálog- vagy lombardhitelek a reálhitelek csoportjába tartozik. Ilyen hiteleknél az ingóságok elzálogosításával lehet a hitelhez hozzájutni. A zálogtárgy a hitel fedezete. A hitel összegét a zálogtárgy minősége és mobilizálhatósága határozza meg, a hitelt mind magánszemélyek, mind vállalatok igénybe vehetik. A zálog lehet értékpapír, életbiztosítási kötvény, áru stb. A hitelnyújtás általában egy éven belüli, leggyakrabban 3-6 hónapos. A kölcsönt valójában arra találták ki, hogy gyors áthidaló megoldást jelentsen azok számára, akik valamilyen betéti konstrukcióban lekötötték a pénzüket, azonban annak lejárata előtt váratlanul pénzre van szükségük. 
A lekötött biztosíték fajtája szerint a lombardhitel eltérő technikákkal valósul meg:
- Értékpapír-lombard esetében az értékpapírt letétbe helyezik, így a zálogul lekötés leegyszerűsödik. A fedezeti érték megállapítása is egyszerű, mivel a hitelezők általában csak hivatalosan jegyzett vagy szabad forgalomban mozgó értékpapírokat fogadnak el.
- A váltólombard leginkább a központi bank és a kereskedelmi bankok közötti ügyletekben fordul elő, amikor a kereskedelmi banknak rövid lejáratú jegybanki pénzre van szüksége. A hitelezési biztonságot ebben az esetben az jelenti, hogy a váltó leszámítolása nagy kamatveszteséggel járna.
- Árulombard esetében a fedezetet értékálló tőzsdei áruk (például gabona, cukor, kávé) jelentik. Az árukat raktárban a bank nevén tárolják és a raktárjegy a bank birtokában van. Elvárás, hogy az adós az árura teljeskörű biztosítást kössön.
- Történetileg a nemesfém-lombard a legrégibb, de manapság kisebb jelentőségű.
- A követelések lombardírozása elvileg szintén lehetséges. Mivel itt a hitelező bank kockázata attól függ, hogy kivel szemben áll fenn a követelés, a hitelezési hányad a követelés minősítésétől függ. A követelés formája nem szempont, így például egyaránt leköthető a takarékbetét, biztosítási szerződés vagy jelzálogjog.